# Death Certificate
Death Certificate – drugi solowy album amerykańskiego rapera, Ice Cube'a. Wydawnictwo zostało podzielone na dwie części, The Death Side (strona śmierci, utwory 1-11) i The Life Side (strona życia, utwory 12-20). Ice Cube uważa, że strona śmierci mówi o tym jak jest, zaś strona życia o tym jak powinno być. Na płycie słyszymy nieżyjącego już członka organizacji Nation of Islam, Khalida Abdula Muhammada. Na long playu znalazł się również kontrowersyjny utwór Black Korea, w którym Ice Cube ostrzega Koreańczyków, że jeżeli nadal będą źle traktować czarnych w Los Angeles, wybuchną zamieszki, w których palone będą ich sklepy. Cztery miesiące po premierze płyty zamieszki wybuchły (słynne Los Angeles riots). Na albumie znalazł się diss na N.W.A, No Vaseline. Przez krytyków album uważany jest za jedno z najlepszych dzieł lat 90.

## Lista utworów
| #  | Nazwa utworu                  | Producent                     | Wykonawca                                                             |
| -- | ----------------------------- | ----------------------------- | --------------------------------------------------------------------- |
| 1  | "The Funeral"                 | Sir Jinx                      |                                                                       |
| 2  | "The Wrong Nigga to Fuck Wit" | Ice Cube, Sir Jinx            | Ice Cube                                                              |
| 3  | "My Summer Vacation"          | Boogiemen, Ice Cube           | Ice Cube                                                              |
| 4  | "Steady Mobbin'"              | Boogiemen, Ice Cube           | Ice Cube                                                              |
| 5  | "Robin Lench"                 | Boogiemen, Sir Jinx           |                                                                       |
| 6  | "Givin' Up the Nappy Dug Out" | Boogiemen, Ice Cube           | Ice Cube                                                              |
| 7  | "Look Who's Burnin'"          | Boogiemen, Ice Cube, Sir Jinx | Ice Cube                                                              |
| 8  | "A Bird in the Hand"          | Boogiemen, Ice Cube           | Ice Cube                                                              |
| 9  | "Man's Best Friend"           | Boogiemen, Ice Cube           | Ice Cube                                                              |
| 10 | "Alive on Arrival"            | Boogiemen, Ice Cube           | Ice Cube                                                              |
| 11 | "Death"                       | Ice Cube, Sir Jinx            | Khalid Abdul Muhammad                                                 |
| 12 | "The Birth"                   | Ice Cube, Sir Jinx            | Khalid Abdul Muhammad                                                 |
| 13 | "I Wanna Kill Sam"            | Ice Cube, Sir Jinx            | Ice Cube                                                              |
| 14 | "Horny Lil' Devil"            | Boogiemen, Ice Cube           | Ice Cube                                                              |
| 15 | "Black Korea"                 | Ice Cube, Sir Jinx            | Ice Cube                                                              |
| 16 | "True to the Game"            | Ice Cube, Sir Jinx            | Ice Cube                                                              |
| 17 | "Color Blind"                 | Ice Cube, Sir Jinx            | Deadly Threat, Ice Cube, J-Dee, Kam, King Tee, WC and the Maad Circle |
| 18 | "Doing Dumb Shit"             | Boogiemen, Ice Cube           | Ice Cube                                                              |
| 19 | "Us"                          | Ice Cube, Sir Jinx            | Ice Cube                                                              |
| 20 | "No Vaseline"                 | Ice Cube, Sir Jinx            | Ice Cube                                                              |